# Allyson Felix
Allyson Michelle Felix (Los Angeles, 18 november 1985), is een Amerikaanse sprintster, die gespecialiseerd is in de 200 m. Op deze afstand werd ze driemaal wereldkampioene. Ze nam viermaal deel aan de Olympische Spelen en is na de Olympische Zomerspelen 2020 de succesvolste atlete (7-3-1) op de lijst van succesvolste medaillewinnaars op de Olympische Zomerspelen.

## Biografie

### Jeugd
Allyson Felix is de dochter van Paul, gewijd predikant en hoogleraar aan het Master's seminarie in Sun Valley, Californië, en Marlean, onderwijzeres aan een lagere school. Allyson Felix is zelf ook christen. Haar oudere broer Wes is eveneens sprinter en veroverde in 2003 en 2004 universiteitstitels. Felix ziet haar sprintaanleg als een gift van God. "Mijn geloof is de reden dat ik loop – het maakt me vredig en geeft me het gevoel dat ik opstijg naar een hoger niveau. Mijn snelheid is beslist een geschenk van Hem en ik loop voor Zijn glorie. Wat ik ook doe, Hij maakt het me mogelijk."
Felix volgde de Los Angeles Baptist High School in North Hills (Californië), waar haar teamgenotes haar de bijnaam "Chicken Legs" gaven, vanwege haar 1,68 m lengte, haar 57 kilo lichte sprinterslijf en de spillebenen die zij, ondanks haar sprintkracht, had.
Felix ontdekte haar sprinttalent pas vrij laat tijdens haar highschool periode, maar toen was het ook snel raak. In 2003 had ze zich al zodanig op de atletiekbanen gemanifesteerd, dat zij door Track & Field News werd uitgeroepen tot 'highschoolatleet van het jaar'. Enkele maanden later liep ze ten overstaan van 50.000 fans in Mexico-Stad de 200 m in 22,11 s, de snelste tijd ooit door een highschoolatlete gelopen, al kon de tijd wegens het ontbreken van een dopingcontrole niet als wereldjeugdrecord worden erkend.

### Wereldkampioene bij de B-junioren
Intussen had ook de rest van de wereld kennisgemaakt met het talent van de Amerikaanse, want vanaf 2001 had zij zich op de internationale toernooien laten zien en boekte direct succes. Op de wereldkampioenschappen voor B-junioren in Debrecen in 2001 won ze de 100 m in 11,57. En een jaar later, op de wereldkampioenschappen voor junioren in Kingston, behaalde ze op de 200 m een vijfde plaats in 23,48.
Vervolgens vertegenwoordigde Felix in 2003 haar land voor het eerst op de wereldkampioenschappen voor senioren. In Parijs kwam ze echter nog niet al te ver; ze sneuvelde op de 200 m in de kwartfinale in 23,33.

### Zilver op Olympische Spelen
Alweer veel beter uit de verf kwam ze op de Olympische Spelen van 2004 in Athene, waar ze met 22,18 een zilveren medaille op de 200 m won achter de Jamaicaanse Veronica Campbell (goud; 22,05) en voor de Bahamaanse Debbie Ferguson (brons; 22,30). Haar tijd van 22,18 geldt nog altijd als een wereldrecord voor junioren (peildatum juli 2013).

### Verschillende wereldtitels bij de senioren
Op de WK van 2005 in Helsinki veroverde Allyson Felix voor de eerste maal een seniorentitel: ze werd wereldkampioene op de 200 m. Met haar tijd van 22,16 eindigde ze voor haar landgenote Rachelle Boone-Smith (zilver) en de Française Christine Arron (zilver). Twee jaar later prolongeerde ze deze titel op de WK in Osaka. Felix was in de finale verreweg het snelste en liep met haar eindtijd van 21,81 tevens een nieuw persoonlijk record. Ze was hiermee ruim een halve seconde sneller dan Veronica Campbell (22,34), die eerder de 100 m had gewonnen. Op dit toernooi won ze ook goud op de 4 x 100 en 4 x 400 m estafette. Op grond van haar in Osaka geleverde prestaties werd Allyson Felix in haar land uitgeroepen tot atlete van het jaar. Op 1 december 2007 kreeg zij de Jesse Owens Award uitgereikt.

### Olympisch estafettekampioene
Op de Olympische Spelen van 2008 in Peking nam ze deel aan de 200 m en de 4 x 400 m estafette. Op de 200 m was de uitslag identiek aan die van de vorige Spelen. Alleen de tijden waren sneller: Veronica Campbell-Brown won dit keer in 21,74, terwijl Allyson Felix 21,93 liet noteren. Op de estafette won ze echter wel goud door samen met haar teamgenotes Mary Wineberg, Monique Henderson en Sanya Richards naar een tijd van 3.18,54 te snellen. Het Amerikaanse viertal bleef de estafetteploegen uit Rusland (zilver) en Jamaica (brons) voor.

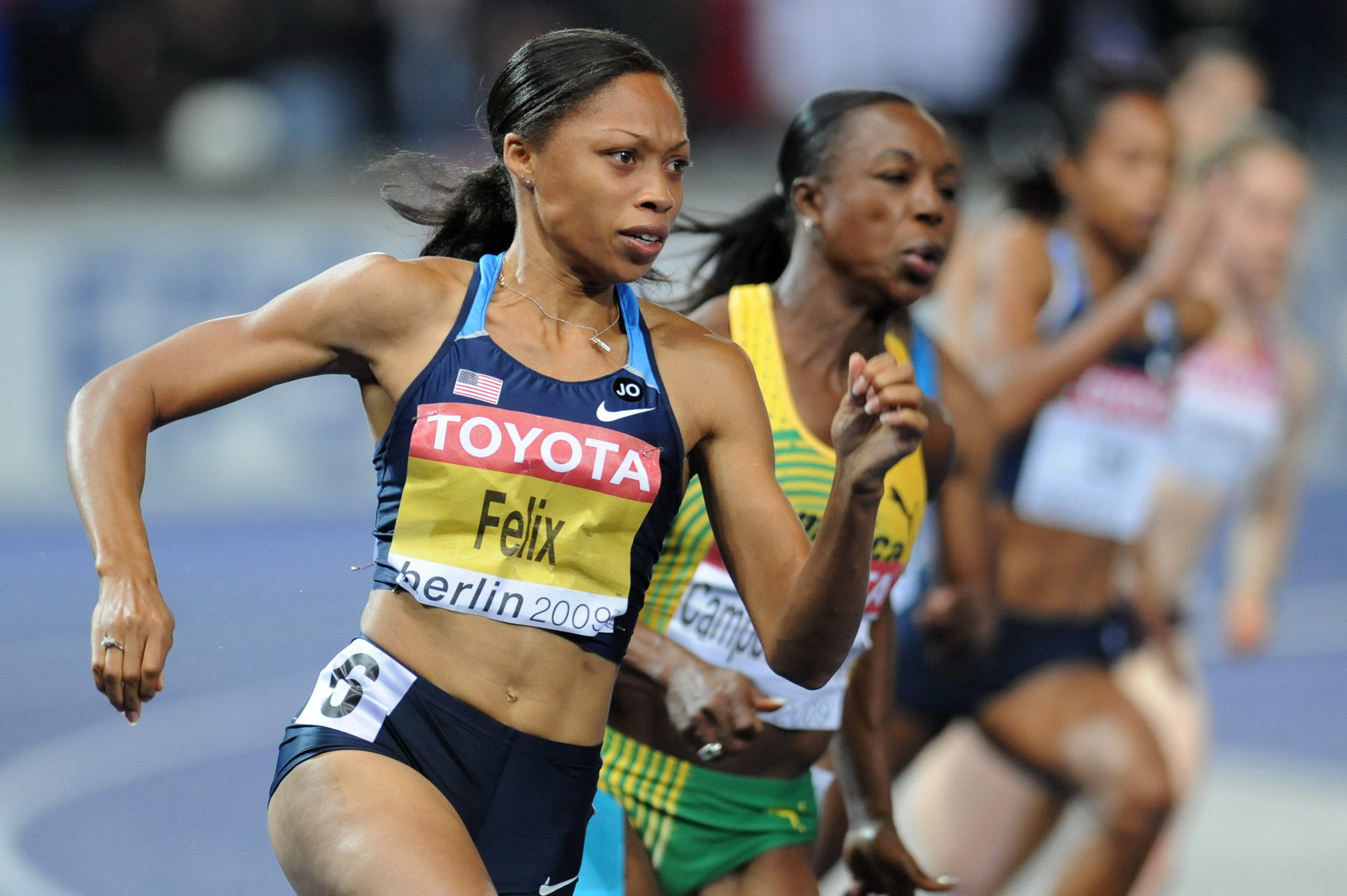
Allyson Felix op weg naar haar derde achtereenvolgende wereldtitel op de 200 m, Berlijn 2009.

### Voor de derde maal wereldkampioene
Op de 200 m bij de vrouwen lijkt het wel stuivertje wisselen. Want nadat Felix in 2007 in Osaka Veronica Campbell op deze afstand had verslagen, waarna die op haar beurt op de Olympische Spelen in Peking Felix klop had gegeven, was het op de WK in Berlijn het jaar daarop weer de Amerikaanse die aan het langste eind trok. In 22,02 bleef Allyson Felix de Jamaicaanse, die ditmaal op 22,35 uitkwam, ruim voor. Bovendien zorgde zij met haar overwinning voor het unieke feit, dat zij voor de derde maal op rij de wereldtitel veroverde. Prolongeren deed zij vervolgens ook haar wereldtitel op de 4 x 400 m. Samen met Debbie Dunn, Lashinda Demus en Sanya Richards liep Allyson Felix naar een tijd van 3.17,83, veel te snel voor de verzamelde concurrentie, van wie het Jamaicaanse team op 3,3 en het Russische op 3,8 seconden achterstand nog het dichtst in de buurt bleven.

### Russische overheersing doorbroken
Op de wereldindoorkampioenschappen in Doha in maart 2010 gaf Allyson Felix acte de présence op de 4 x 400 m estafette. Het Amerikaanse team had zich ten doel gesteld om de Russische hegemonie op dit onderdeel te doorbreken. Rusland had in dit toernooi sinds 1995 de dienst uitgemaakt en aan die overheersing moest paal en perk worden gesteld, zo vond men in Amerika. Het Amerikaanse viertal deed wat er van hen werd verwacht. Debbie Dunn, DeeDee Trotter, Natasha Hastings en Allyson Felix snelden gevieren naar 3.27,25 en waren daarmee 0,19 seconden te sterk voor de Russische ploeg. Het was overigens de eerste gouden plak ooit van Amerika op dit onderdeel.

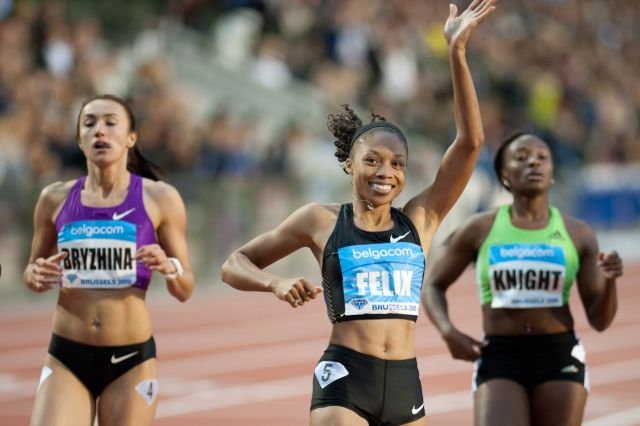
Felix (midden) na haar overwinning op de 200 m tijdens de Memorial Van Damme 2010.

Tijdens het baanseizoen van dat jaar manifesteerde Felix zich vervolgens in de wedstrijden om de Diamond League op zowel de 200 als de 400 m. Op beide nummers won zij de serie, zodat de Amerikaanse na de laatste wedstrijd, de Memorial Van Damme 2010 in Brussel met niet één, maar met twee diamanten huiswaarts keerde.

### Driemaal goud in Londen
Op de Olympische Spelen van 2012 in Londen nam Allyson Felix deel aan de 100 m, de 200 m, plus de estafettenummers 4 x 100 m en 4 x 400 m. Op de 100 reikte ze tot de finale en werd daarin vijfde met een tijd van 10,89. Op de 200 m werd ze olympisch kampioene met een tijd van 21,88. Haar rivale van voorbije Spelen op dit onderdeel, Veronica Campbell-Brown, viel ditmaal met een vierde plaats buiten de prijzen; haar landgenote Shelly-Ann Fraser-Pryce was nu met 22,09 de voornaamste rivale van Felix, gevolgd door Carmelita Jeter in 22,14.
Op de 4 x 100 m estafette liep Felix vervolgens naar haar tweede gouden medaille door met haar teamgenotes Tianna Madison, Bianca Knight en Carmelita Jeter de finale te winnen. Het team verbeterde met een tijd van 40,82 het wereldrecord. Een indrukwekkende prestatie, omdat het uit 1985 stammende record op naam van Oost-Duitsland van 41,37 met niet minder dan 0,55 seconden werd verbeterd. Ten slotte werd het goud ook binnengehaald op het afsluitende nummer, de 4 x 400 m estafette, waarop Felix, DeeDee Trotter, Francena McCorory en Sanya Richards-Ross in 3.16,87 te sterk bleken voor de verzamelde concurrentie, van wie geen enkele ploeg er verder in slaagde om de grens van 3.20 te doorbreken. Allison Felix werd met haar prestaties een van de succesvolste atletes van de Londense Spelen.
Felix wordt getraind door Bobby Kersee, de echtgenoot en trainer van olympisch medaillewinnares Jackie Joyner-Kersee.

### OS Tokio
Tijdens haar vijfde Olympische Spelen won Felix een bronzen medaille op de 400 m en een gouden medaille op de 4 x 400 m estafette. Door dit resultaat is ze de Amerikaanse atleet met het hoogste aantal medailles en de eerste vrouw in de atletiek die 4 gouden medailles op één onderdeel won (4 x 400 m estafette).

## Titels
- Olympisch kampioene 200 m - 2012
- Olympisch kampioene 4 x 100 m - 2012, 2016
- Olympisch kampioene 4 x 400 m - 2008, 2012, 2016, 2020
- Wereldkampioene 200 m - 2005, 2007, 2009
- Wereldkampioene 400 m - 2015
- Wereldkampioene 4 x 100 m - 2007, 2011, 2017
- Wereldkampioene 4 x 400 m - 2007, 2009, 2011, 2017
- Wereldkampioene 4 x 400 m gemengd - 2019
- Wereldindoorkampioene 4 x 400 m - 2010
- Amerikaans kampioene 100 m - 2010
- Amerikaans kampioene 200 m - 2004, 2005, 2007, 2008, 2009, 2012
- Amerikaans kampioene 400 m - 2011, 2015, 2016
- Amerikaans indoorkampioene 200 m - 2003
- Wereldkampioene B-junioren 100 m - 2001

## Persoonlijke records
Outdoor
| Onderdeel | Tijd             | Datum            | Plaats |
| --------- | ---------------- | ---------------- | ------ |
| 100 m     | 10,89 (+1,5 m/s) | 4 augustus 2012  | Londen |
| 200 m     | 21,69 (+1,0 m/s) | 30 juni 2012     | Eugene |
| 400 m     | 49,26            | 27 augustus 2015 | Peking |

Indoor
| Onderdeel | Prestatie | Datum            | Plaats       |
| --------- | --------- | ---------------- | ------------ |
| 60 m      | 7,10      | 11 februari 2012 | Fayetteville |
| 200 m     | 23,14     | 2 maart 2003     | Boston       |
| 300 m     | 36,33     | 9 februari 2007  | Fayetteville |
| 400 m     | 51,37     | 28 februari 2010 | Albuquerque  |

## Palmares

### 100 m
- 2001:  WK B-junioren – 11,57 s
- 2006:  Wereldatletiekfinale – 11,07 s
- 2007:  Wereldatletiekfinale – 11,15 s
- 2012: 5e OS – 10,89 s

### 200 m
- 2002: 5e WK U20 – 23,48 s
- 2003: 3e in ½ fin. WK indoor – 23,39 s
- 2003: 6e in ¼ fin. WK – 23,33 s
- 2003:  Pan-Amerikaanse Spelen – 22,93 s
- 2004:  OS – 22,18 s
- 2005:  WK – 22,16 s
- 2005:  Wereldatletiekfinale – 22,27 s
- 2006:  Wereldatletiekfinale – 22,11 s
- 2007:  WK – 21,81 s
- 2008:  OS – 21,93 s
- 2009:  WK – 22,02 s
- 2009:  Wereldatletiekfinale – 22,29 s
- 2011:  WK – 22,42 s
- 2012:  OS – 21,88 s
- 2013: DNF WK

### 400 m
- 2011:  WK – 49,59 s
- 2015:  WK – 49,26 s
- 2016:  OS – 49,51 s
- 2017:  WK – 50,08 s
- 2021:  OS – 49,46 s

### 4 x 100 m
- 2007:  WK – 41,98 s
- 2011:  WK – 41,56 s
- 2012:  OS – 40,82 s (WR)
- 2015:  IAAF World Relays – 42,32 s
- 2015:  WK – 41,68 s
- 2016:  OS – 41,01 s
- 2017:  WK – 41,82 s

### 4 x 400 m
- 2007:  WK – 3.18,55
- 2008:  OS – 3.18,54
- 2009:  WK – 3.17,83
- 2010:  WK indoor – 3.27,34
- 2011:  WK – 3.18,09
- 2012:  OS – 3.16,87
- 2015:  WK – 3.19,44
- 2016:  OS – 3.19,06
- 2017:  WK – 3.19,02
- 2021:  OS – 3.16,85

### 4 x 400 m gemengd
- 2019:  WK – 3.09,34 (WR)
- 2022:  WK – 3.10,16

### Golden en Diamond League-overwinningen
- 2008: Golden Gala 400 m – 50,25 s
- 2008: Weltklasse Zürich 200 m – 22,37 s
- 2010:  Eindzege Diamond League 200 m
- 2010:  Eindzege Diamond League 400 m
- 2010: Qatar Athletic Super Grand Prix 400 m – 50,15 s
- 2010: Prefontaine Classic 400 m – 50,27 s
- 2010: Meeting Areva 200 m – 22,14 s
- 2010: DN Galan 200 m – 22,41 s
- 2010: Aviva London Grand Prix 200 m – 22,37 s
- 2010: Aviva London Grand Prix 400 m – 50,79 s
- 2010: Weltklasse Zürich 400 m – 50,37 s
- 2010: Memorial Van Damme 200 m – 22,61 s
- 2011: Qatar Athletic Super Grand Prix 400 m – 50,33 s
- 2011: Adidas Grand Prix 200 m – 22,92 s
- 2011: Golden Gala 400 m – 49,81 s
- 2012: Qatar Athletic Super Grand Prix 100 m – 10,92 s
- 2012: Prefontaine Classic 200 m – 22,23 s
- 2013: London Grand Prix 200 m – 22,41 s
- 2014: Bislett Games 200 m – 22,73 s
- 2015:  Eindzege Diamond League 200 m

## Onderscheidingen
- Jesse Owens Award - 2005, 2007, 2010
- IAAF-atlete van het jaar - 2012

- World Athletics: 14309983
- International Standard Name Identifier: 0000 0004 6715 8152
- Library of Congress Control Number: no2021092087
- MusicBrainz: f5ab9e9c-3e97-42de-9957-95996df2ae23
- Virtual International Authority File: 5954162906475778110000

1948: Fanny Blankers-Koen ·
1952: Marjorie Jackson ·
1956: Betty Cuthbert ·
1960: Wilma Rudolph ·
1964: Edith McGuire ·
1968: Irena Szewińska ·
1972: Renate Stecher ·
1976: Bärbel Eckert ·
1980: Bärbel Wöckel ·
1984: Valerie Brisco-Hooks ·
1988: Florence Griffith-Joyner ·
1992: Gwen Torrence ·
1996: Marie-José Pérec ·
2000: Pauline Davis-Thompson ·
2004: Veronica Campbell ·
2008: Veronica Campbell ·
2012: Allyson Felix ·
2016: Elaine Thompson ·
2020: Elaine Thompson ·
2024: Gabrielle Thomas
1928: Rosenfeld, Smith, Bell, Cook ·
1932: Carew, Furtsch, Rogers, Von Bremen ·
1936: Bland, Rogers, Robinson, Stephens ·
1948: Stad-de Jong, Witziers-Timmer, van der Kade-Koudijs, Blankers-Koen ·
1952: Faggs, Jones, Moreau, Hardy ·
1956: Strickland, Croker, Mellor, Cuthbert ·
1960: Hudson, Williams, Jones, Rudolph ·
1964: Ciepły, Kirszenstein, Górecka, Kłobukowska ·
1968: Ferrell, Bailes, Netter, Tyus ·
1972: Krause, Mickler-Becker, Richter, Rosendahl ·
1976: Oelsner, Stecher, Bodendorf, Eckert ·
1980: Müller, Wöckel, Auerswald, Göhr ·
1984: Brown, Bolden, Cheeseborough, Ashford ·
1988: Brown, Echols, Griffith-Joyner, Ashford ·
1992: Ashford, Jones, Guidry, Torrence ·
1996: Devers, Miller, Gaines, Torrence ·
2000: Fynes, Sturrup, Davis, Ferguson ·
2004: Lawrence, Simpson, Bailey, Campbell ·
2008: Borlée, Mariën, Ouédraogo, Gevaert ·
2012: Madison, Felix, Knight, Jeter ·
2016: Madison, Felix, Gardner, Bowie ·
2020: Williams, Thompson-Herah, Fraser-Pryce, Jackson ·
2024: Jefferson, Terry, Thomas, Richardson
1972: Käsling, Kühne, Seidler, Zehrt ·
1976: Maletzki, Rohde, Streidt, Brehmer ·
1980: Prorotsjenko, Gojsjtsjik, Zjoeskova, Nazarova ·
1984: Leatherwood, Howard, Brisco-Hooks, Cheeseborough ·
1988: Ledovskaja, Nazarova, Pinigina, Bryzgina ·
1992: Roezina, Dzjigalova, Nazarova, Bryzgina ·
1996: Stevens, Malone, Graham, Miles ·
2000: Miles Clark, Hennagan, Colander, Anderson ·
2004: Trotter, Henderson, Richards, Hennagan ·
2008: Wineberg, Felix, Henderson, Richards ·
2012: Trotter, Felix, McCorory, Richards-Ross ·
2016: Okolo, Hastings, Francis, Felix ·
2020: McLaughlin, Felix, Muhammad, Mu ·
2024: Little, McLaughlin-Levrone, Thomas, Holmes
1983 Marita Koch ·
1987 Silke Gladisch ·
1991 Katrin Krabbe ·
1993 Merlene Ottey ·
1995 Merlene Ottey ·
1997 Zjanna Block ·
1999 Inger Miller ·
2001 Debbie Ferguson ·
2003 Anastasia Kapatsjinskaja ·
2005 Allyson Felix ·
2007 Allyson Felix ·
2009 Allyson Felix ·
2011 Veronica Campbell-Brown ·
2013 Shelly-Ann Fraser-Pryce ·
2015 Dafne Schippers ·
2017 Dafne Schippers ·
2019 Dina Asher-Smith ·
2022 Shericka Jackson ·
2023 Shericka Jackson
1983 Jarmila Kratochvílová ·
1987 Olga Bryzgina ·
1991 Marie-José Pérec ·
1993 Jearl Miles-Clark ·
1995 Marie-José Pérec ·
1997 Cathy Freeman ·
1999 Cathy Freeman ·
2001 Amy Mbacke Thiam ·
2003 Ana Guevara ·
2005 Tonique Williams-Darling ·
2007 Christine Ohuruogu ·
2009 Sanya Richards ·
2011 Amantle Montsho ·
2013 Christine Ohuruogu ·
2015 Allyson Felix ·
2017 Phyllis Francis ·
2019 Salwa Eid Naser ·
2022 Shaunae Miller-Uibo ·
2023 Marileidy Paulino
1983 Gladisch, Koch, Auerswald, Göhr · 
1987 Brown, Williams, Griffith-Joyner, Marshall · 
1991 Duhaney, Cuthbert, McDonald, Ottey · 
1993 Bogoslovskaja, Maltsjoegina, Voronova, Privalova · 
1995 Mondie-Milner, Guidry-White, Gaines, Torrence · 
1997 Gaines, Jones, Miller, Devers · 
1999 Fynes, Sturrup, Davis-Thompson, Ferguson · 
2001 Paschke, G. Rockmeier, B. Rockmeier, Wagner · 
2003 Girard, Hurtis-Houairi, Félix, Arron · 
2005 Daigle, Lee, Barber, Williams · 
2007 Williams, Felix, Barber, Edwards · 
2009 Facey, Fraser, Bailey, Stewart · 
2011 Knight, Felix, Myers, Jeter · 
2013 Russell, Stewart, Calvert, Fraser-Pryce · 
2015 Campbell-Brown, Morrison, Thompson, Fraser-Pryce · 
2017 Brown, Felix, Akinosun, Bowie · 
2019 Whyte, Fraser-Pryce, Smith, Jackson · 
2022 Jefferson, Steiner, Prandini, Terry · 
2023 Davis, Terry, Thomas, Richardson
1983: Walther, Busch, Koch, Rübsam ·
1987: Neubauer, Emmelmann, Schersing, Busch ·
1991: Ledovskaja, Dzjigalova, Nazarova, Bryzgina ·
1993: Torrence, Malone-Wallace, Kaiser-Brown, Miles-Clark ·
1995: Graham, Stevens, Jones, Miles-Clark ·
1997: Feller, Rohländer, Rücker, Breuer ·
1999: Tsjebykina, Gontsjarenko, Kotljarova, Nazarova ·
2001: Richards, Scott, Parris, Fenton ·
2003: Barber, Washington, Richards, Miles-Clark ·
2005: Petsjonkina, Krasnomovets, Antjoech, Pospelova ·
2007: Trotter, Felix, Wineberg, Richards ·
2009: Dunn, Felix, Demus, Richards ·
2011: Richards-Ross, Felix, Beard, McCorory ·
2013: Goesjtsjina, Firova, Ryzjova, Krivosjapka ·
2015: Day, Jackson, McPherson, Williams-Mills ·
2017: Hayes, Felix, Wimbley, Francis ·
2019: Francis, McLaughlin, Muhammad, Jonathas ·
2022: Diggs, Steiner, Wilson, McLaughlin ·
2023: Saalberg, Klaver, Peeters, Bol
2019: London, Felix, Okolo, Cherry · 
2022 Feliz, Paulino, Ogando, Cofil · 
2023 Robinson, Effiong, Boling, Holmes